# Sobralia ruckeri
Sobralia ruckeri är en orkidéart som beskrevs av Jean Jules Linden och Heinrich Gustav Reichenbach. Sobralia ruckeri ingår i släktet Sobralia och familjen orkidéer. Inga underarter finns listade i Catalogue of Life.

## Bildgalleri

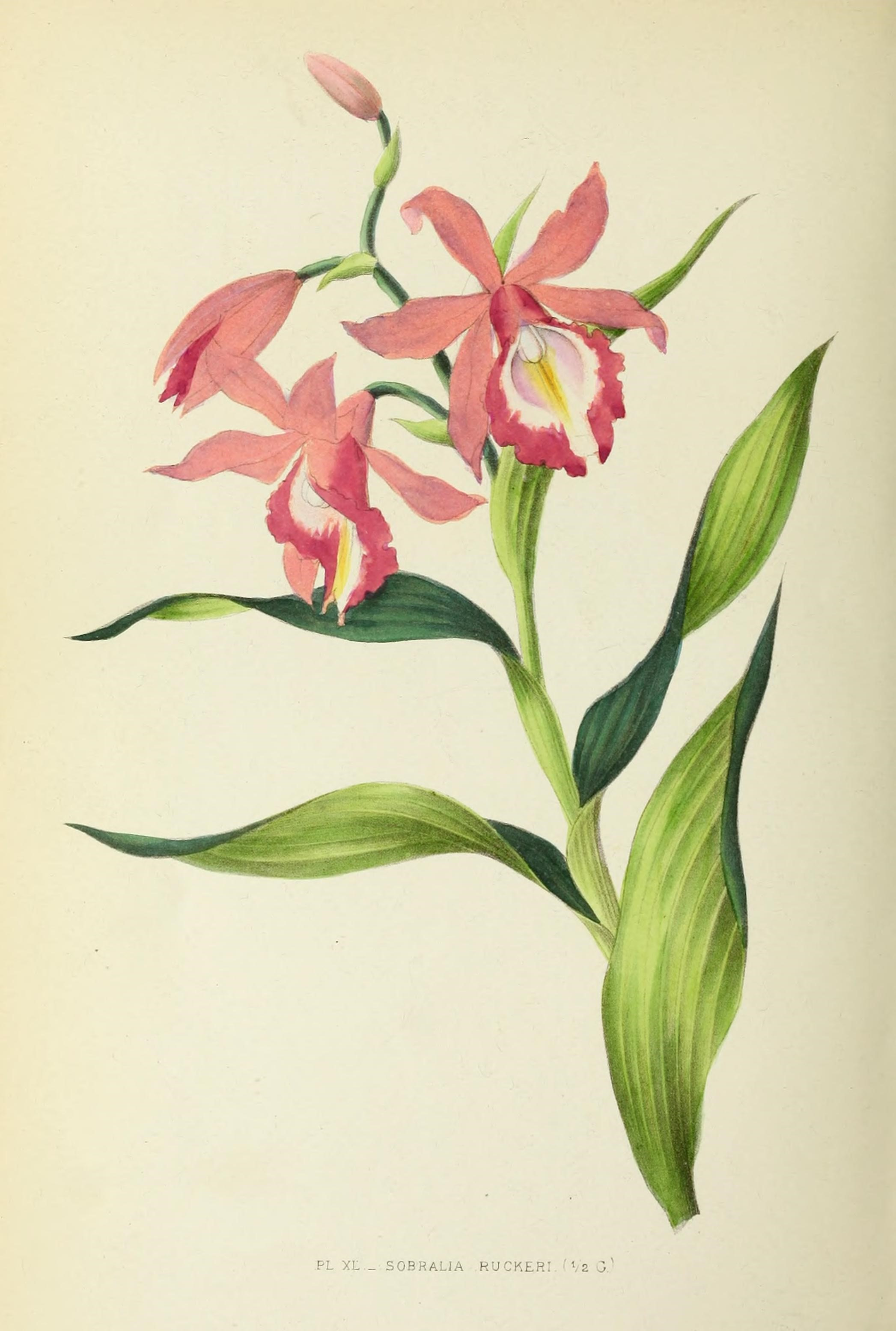